# Cournanel
Cournanel (okzitanisch: Cornanèl) ist eine französische Gemeinde mit 664 Einwohnern (Stand: 1. Januar 2022) im Département Aude. Sie gehört zum Arrondissement Limoux und zum Kanton La Région Limouxine. Die Einwohner werden Cournanélois genannt.

## Geographie
Cournanel liegt etwa 22 Kilometer südsüdöstlich des Stadtzentrums von Carcassonne am Flüsschen Corneilla. Die Aude begrenzt die Gemeinde im Osten. Cournanel wird umgeben von den Nachbargemeinden Limoux im Norden und Osten, Alet-les-Bains im Süden und Südosten sowie Magrie im Westen und Südwesten.

## Bevölkerungsentwicklung
| Jahr                       | 1962 | 1968 | 1975 | 1982 | 1990 | 1999 | 2006 | 2018 |
| Einwohner                  | 281  | 246  | 279  | 344  | 502  | 524  | 571  | 722  |
| Quellen: Cassini und INSEE |      |      |      |      |      |      |      |      |

## Sehenswürdigkeiten
- Kirche Saint-Étienne, seit 1948 Monument historique
- Domäne Robinson
- Bischofsburg von Alet, seit 1948 Monument historique

## Persönlichkeiten
- Guillaume d’Alzonne de Marcillac (gestorben 1355), Bischof von Alet